# 후지코 후지오 A
후지코 후지오 A(일본어: 藤子 不二雄Ⓐ, 1934년 3월 10일~2022년 4월 7일)는 일본의 만화가로, 후지모토 히로시 (후지코 F. 후지오)와 함께 후지코 후지오로 활동했다. 본명은 아비코 모토오(일본어: 安孫子素雄)이다.